# Cinnobermussling
Cinnobermussling (Crepidotus cinnabarinus) är en svampart som beskrevs av Peck 1895. Enligt Catalogue of Life ingår Cinnobermussling i släktet rödmusslingar,  och familjen Inocybaceae, men enligt Dyntaxa är tillhörigheten istället släktet rödmusslingar,  och familjen Crepidotaceae. Arten är reproducerande i Sverige. Inga underarter finns listade i Catalogue of Life.